# La Fin des temps (film, 1999)
Pour les articles homonymes, voir La Fin des temps (homonymie).
Pour plus de détails, voir Fiche technique et Distribution.
La Fin des temps (End of Days) est un film américain réalisé par Peter Hyams et sorti en 1999.

## Synopsis
En 1979, une petite fille, Christine York, naît à New York. Des rites sataniques sont pratiqués sur elle en secret, puis elle est rendue à sa mère par une sage-femme complice, Mabel.
Vingt ans plus tard, trois jours avant l'an 2000, Jericho Cane, un ancien policier reconverti dans la sécurité, ouvre le feu sur un homme qui vient de lui tirer dessus. Cet homme, un prêtre, l'informe de l'imminence de la fin du monde.
Jericho, d'abord très sceptique, prend connaissance des textes de l'Apocalypse, qui sont sur le point de se concrétiser (comme tous les mille ans). Satan est en ville pour faire un enfant à Christine York, prédestinée depuis sa naissance. Le fruit de leur union sera l'instrument de la destruction de l'humanité. Il ne reste donc que trois jours à Cane pour éviter la fin des temps.

## Fiche technique
- Titre francophone : La Fin des temps
- Titre original : End of Days
- Réalisation : Peter Hyams
- Scénario : Andrew W. Marlowe
- Musique : John Debney
- Maquillage : Gregory Nicotero
- Effets spéciaux : Stan Winston
- Décors : Richard Holland
- Directeur de la photographie : Peter Hyams
- Montage : Jeff Gullo et Steven Kemper (de)
- Costumes : Bobbie Mannix
- Production : Marc Abraham, Thomas A. Bliss (en)
- Sociétés de production : Beacon Pictures et Lucifilms
- Distribution : Universal Pictures (États-Unis), Metropolitan Filmexport (France)
- Pays de production :  États-Unis
- Langues originales : anglais, italien
- Genre : fantastique, action
- Durée : 124 minutes
- Dates de sortie[1] : 
  - États-Unis : 16 novembre 1999
  - France : 15 décembre 1999
- Classification[2] :
  - États-Unis : R
  - France : interdit aux moins de 12 ans

## Distribution
- Arnold Schwarzenegger (VF : Daniel Beretta ; VQ : Yves Corbeil) : Jericho Cane
- Gabriel Byrne (VF : Gabriel Le Doze ; VQ : Luis de Cespedes) : Satan
- Robin Tunney (VF : Rafaèle Moutier ; VQ : Geneviève Angers) : Christine York
- Kevin Pollak (VF : Denis Boileau ; VQ : Mario Desmarais) : Bobby Chicago
- Rod Steiger (VF : William Sabatier ; VQ : Luc Durand) : le père Kovak
- CCH Pounder (VF : Maïk Darah) : l'inspecteur Margie Francis
- Udo Kier (VF : Bruno Devoldère ; VQ : Jean-Luc Montminy) : le docteur Donald Abel
- Derrick O'Connor : Thomas D'Aquin (Thomas Aquinas en VO)
- Rainer Judd : la mère de Christine
- Miriam Margolyes : Mabel
- Victor Varnado : l'albinos
- Mark Margolis : le pape
- Marc Lawrence : le vieil homme
- Robert Lesser : Carson
- Renee Olstead : Amy Cane
- Sven-Ole Thorsen : un malfrat (non crédité)

## Production
Guillermo del Toro est sollicité pour réaliser le film mais il refuse, tout comme Sam Raimi, qui préfère tourner Pour l'amour du jeu. Marcus Nispel est également envisagé à la réalisation. Il quittera finalement le projet lorsque son manifeste de 64 pages sur ses demandes et exigences sur le plateau fuitera dans la presse. Sur les conseils de James Cameron, Peter Hyams est engagé.
Le personnage de Jericho Cane était écrit pour Tom Cruise, qui le refuse pour tourner Magnolia alors que plusieurs actrices comme Kate Winslet, Jennifer Connelly et Liv Tyler devaient incarner Christine York,. Quant au rôle de Satan, c'était Heath Ledger qui devait l'incarner.
Le tournage se déroule de novembre 1998 à mai 1999. Il a lieu principalement en Californie (Arcadia, Los Angeles, Altadena, Universal City) ainsi qu'à New York.

## Bande originale
La bande originale du films contient principalement des chansons d'artistes de metal alternatif et de rock industriel. L'album contient notamment un titre inédit de Guns N' Roses, Oh My God, alors que le groupe n'avait rien sorti durant environ cinq ans.
| 1.  | Camel Song                             | KoЯn                           | 4:21 |
| 2.  | So Long                                | Everlast                       | 5:00 |
| 3.  | Slow                                   | Professional Murder Music (en) | 3:58 |
| 4.  | Crushed                                | Limp Bizkit                    | 3:24 |
| 5.  | Oh My God                              | Guns N' Roses                  | 3:40 |
| 6.  | Poison                                 | The Prodigy                    | 6:15 |
| 7.  | Superbeast (Girl On a Motorcycle Mix)  | Rob Zombie                     | 3:51 |
| 8.  | Bad Influence                          | Eminem                         | 3:40 |
| 9.  | Nobody's Real (Punk Rock & Electronic) | Powerman 5000                  | 2:54 |
| 10. | I Wish I Had                           | Stroke                         | 6:34 |
| 11. | Sugar Kane                             | Sonic Youth                    | 5:58 |
| 12. | Wrong Way                              | Creed                          | 4:19 |

## Sortie et accueil

### Critique
La Fin des temps a rencontré un accueil critique majoritairement négatif. Sur le site agrégateur de critiques Rotten Tomatoes, le film obtient un score de 11 % d'avis favorables, sur la base de 102 critiques collectées et une note moyenne de 3,80/10 ; le consensus du site indique : « Un thriller exagéré avec des scènes d'action et un jeu d'acteur médiocres ». Sur Metacritic, le film obtient une note moyenne pondérée de 33 sur 100, sur la base de 33 critiques collectées ; le consensus du site indique : « Avis généralement défavorables ».
En France, l'accueil est également mitigé, le film obtenant une note moyenne de 2,6/5 sur le site AlloCiné, sur la base de 14 critiques presse collectées.

### Box-office
La Fin des temps a rapporté 66 889 043 $ de recettes au box-office américain, ce qui est un échec commercial au vu de son budget de production qui est de 100 millions, mais c'est dans les pays étrangers que le film marche le mieux, puisqu'il rapporte un total de 145 100 000 $ au box-office international, portant le total du box-office mondial à 211 989 043 $, permettant au film d'être bénéficiaire.
En France, le film totalise 1 275 480 entrées, ce qui, en dehors des sagas Terminator et Expendables, est le dernier film de Schwarzenegger sorti en France avec plus d'un million d'entrées.

## Distinctions

### Récompenses
- MTV Movie Awards 1999[12] :
  - MTV Movie Award de la meilleure actrice pour Robin Tunney
  - MTV Movie Award du meilleur duo pour Arnold Schwarzenegger et Robin Tunney
  - MTV Movie Award du meilleur méchant et costume noir pour Gabriel Byrne
  - MTV Movie Award de la meilleure scène d'action pour l'explosion du restaurant et celui de la meilleure scène d'action pour l'explosion du train

### Nominations
- Razzie Awards 2000 :
  - nomination au prix du Pire acteur pour Arnold Schwarzenegger
  - nomination au prix du Pire second rôle masculin pour Gabriel Byrne (également nommé pour Stigmata)
  - nomination au prix du Pire réalisateur pour Peter Hyams
- Motion Picture Sound Editors Awards 2000 : nomination pour le prix des Meilleurs effets sonores et bruitages dans un film
- Blockbuster Entertainment Awards 2000 :
  - nomination au prix du Meilleur acteur d'un film action-science-fiction pour Arnold Schwarzenegger
  - nomination au prix du Meilleur acteur dans un second rôle d'un film action-science-fiction pour Kevin Pollak

## Autour du film
- Le Père Kovak dit à Jericho Cane « Satan's greatest trick was convincing man he didn't exist ». Cette phrase est tirée d'un poème en prose de Charles Baudelaire (Le joueur généreux) : « Mes chers frères, n'oubliez jamais, quand vous entendrez vanter le progrès des lumières, que la plus belle des ruses du Diable est de vous persuader qu'il n'existe pas ! ». Elle est également citée dans le film Usual Suspects (1995) dans lequel jouent également Gabriel Byrne et Kevin Pollak[3].

- C'est le seul film, hors Terminator, où le personnage d'Arnold Schwarzenegger meurt à la fin, ainsi que le premier personnage humain qu'il incarne à mourir à la fin du film.